# Калугин, Фёдор Иванович
Фёдор Иванович Калугин (около 1745 — после 1792) — офицер Российского императорского флота, участник Русско-турецкой войны (1768—1774), Первой Архипелагской экспедиции, Хиосского сражения, Чесменского сражения, русско-шведской войны (1768—1774). Георгиевский кавалер, капитан генерал-майорского ранга.

## Биография
Калугин Фёдор Иванович родился около 1745 года. 4 декабря 1759 года поступил кадетом в Морской шляхетный кадетский корпус. В 1761 году учился во втором классе, в астрономии. В 1762 году произведён в гардемарины. С 1762 года ежегодно проходил корабельную практику в Балтийском и Северном морях, находился в морских кампаниях на различных судах Балтийского флота. 1 мая 1766 года, после окончания Морского кадетского корпуса, произведён в мичманы.
В 1767 году, во время путешествия императрицы Екатерины II по реке Волге от Твери до Симбирска, находился на 10-баночной галере «Волга».

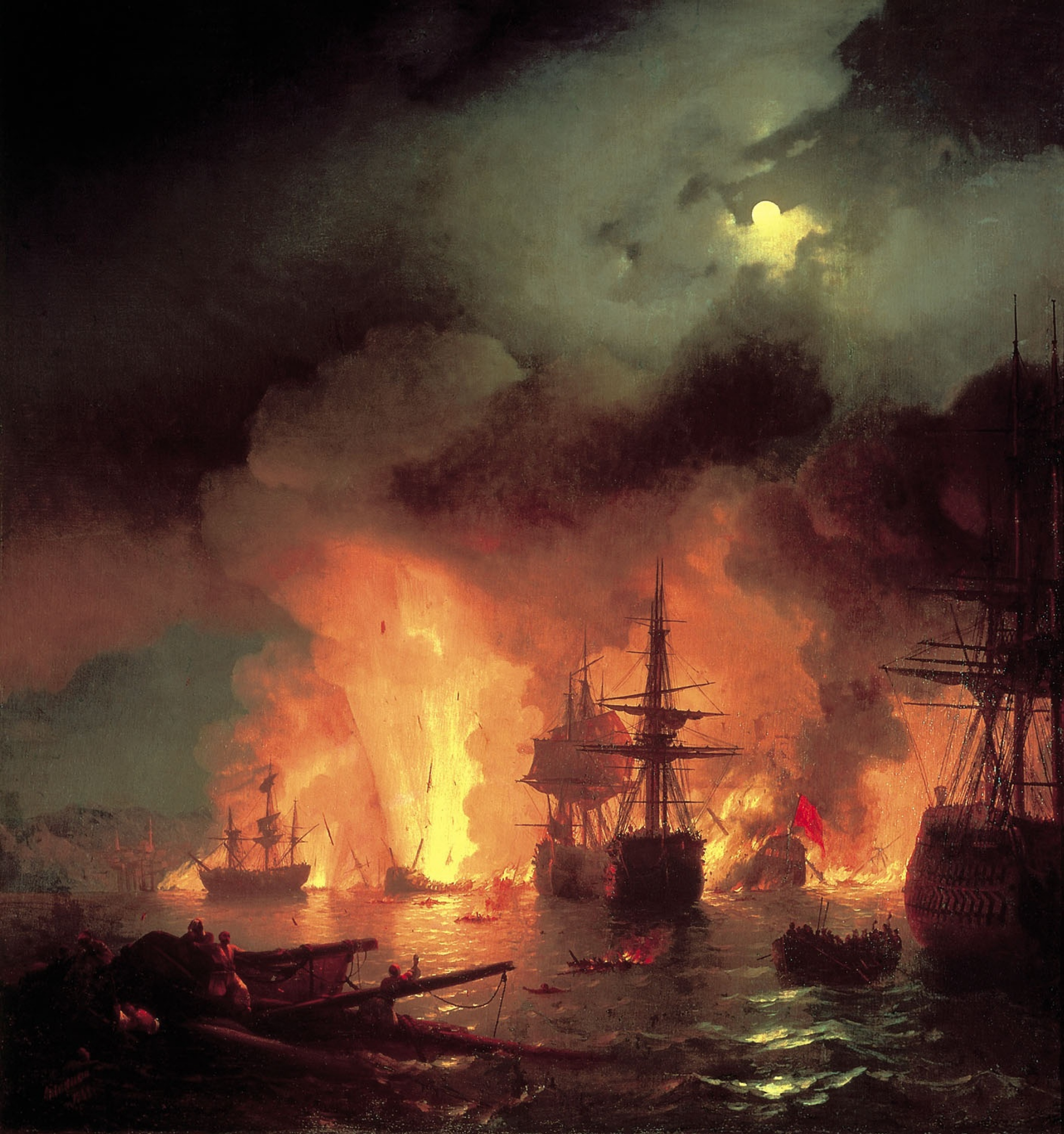
И. Айвазовский. «Чесменский бой». 1848

В 1768 году командовал палубным ботом, плавал с флотом в Балтийском море. Принимал участие в Русско-турецкой войне 1768—1774 годов и Первой Архипелагской экспедиции. 30 июля 1769 года произведён в лейтенанты, на корабле «Святослав» в составе эскадры адмирала Г. А. Спиридова, отправился из Кронштадта в Средиземное море, но из-за повреждения корабля остановился для ремонта в Ревеле. В 1770 году, на том же корабле, совершил переход из Ревеля в Портсмут, где присоединился к эскадре контр-адмирала Д. Эльфинстона, с которой перешёл в Архипелаг. В мае 1770 года участвовал в сражении при Наполи-ди-Романья, 24 июня — в Хиосском сражении, а 24—26 июня — в Чесменском сражении.
В 1771—1775 годах на линейном корабле «Саратов» крейсировал в Архипелаге. С декабря 1771 года по ноябрь 1772 года уходил на Мальту для ремонта. С января 1773 года по февраль 1774 года вновь принимал участие в крейсерских плаваниях и высадках десантов, 31 июля и 1 августа участвовал в бомбардировке крепости Бодрум, а затем — крепости Станчио. В августе того же года совершил плавание к проливу Дарданеллы в составе отряда. 5 марта 1774 года произведён в капитан-лейтенанты. В 1775 году на линейном корабле «Святой Александр Невский» вернулся из Ливорно в Кронштадт.
В 1776 году был в кампании у Красной горки. В 1777—1778 годах находился в командировке в Казани, где занимался организацией доставки корабельного дубового леса к петербургскому адмиралтейству. В 1779 году был командирован в Архангельск, откуда на линейном корабле «Храбрый», в составе эскадры контр-адмирала С. П. Хметевского, перешёл в Балтийское море. Зимовал в норвежском порту Экгоф. В 1780 году на том же корабле перешёл в Кронштадт.
1 января 1781 года произведён в капитаны 2 ранга. Командуя новопостроенным линейным кораблём «Святослав», в июле-сентябре 1781 года в составе эскадры перешёл из Архангельска в Кронштадт. В 1782 году назначен командиром линейного корабля «Трёх Святителей», в составе эскадры контр-адмирала А. И. Круза, плавал от Кронштадта до Английского канала и обратно. 21 апреля 1783 года произведён в капитаны 1 ранга. Командуя кораблём «Не тронь меня», в составе эскадры контр-адмирала Я. Ф. Сухотина, находился в практическом плавании, ходил до острова Готланд.
В 1784—1788 годах находился в Казани при отправке дубовых лесов к петербургскому адмиралтейству. Участник русско-шведской войне 1788—1790 годов. В 1788 году командовал линейным кораблём «Царь Константин», на котором в составе эскадры адмирала С. К. Грейга, плавал между Ревелем и Гельсингфорсом для поиска неприятельских судов. 14 апреля 1789 года произведён в капитаны бригадирского ранга. Командуя кораблём «Святой Николай», в составе эскадры вице-адмирала А. И. Круза, плавал между Кронштадтом и Дагерордом.
6 июля 1790 года произведён в капитаны генерал-майорского ранга. 26 ноября 1791 года «за совершение 18 кампаний в офицерских чинах» награждён орденом Святого Георгия 4 класса (№ 847). Выбыл до 1792 года.